# Šavané

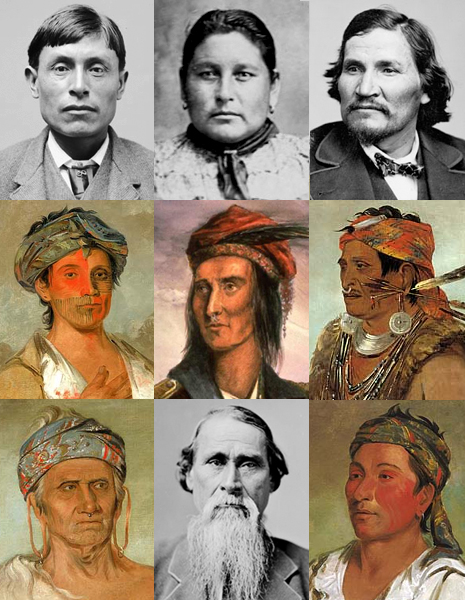
Portréty příslušníků kmene Šavanů

Šavané, též Šauniové, Šóniové či Šóníjové (angl. Shawnee), je původní severoamerický indiánský kmen z oblasti dnešních federálních států Ohio, Západní Virginie, Kentucky a ze západní části Pensylvánie.

## Známé osobnosti Šavanů
- Cornstalk aneb Hokoleskwa (Kukuřičný klas) (1720–1777), náčelník,
- Blue Jacket aneb Weyapiersenwah (1743–1810), náčelník,
- Black Hoof aneb Catahecassa (1740–1831), náčelník,
- Chiksika (1760–1792), náčelník, bratr Tecumseha,
- Tecumseh (Zářící hvězda) (1768–1813), náčelník,
- Tenskwatawa (Otevřené dveře) (1775–1836), Tecumsehův mladší bratr a "prorok",
- Black Bob (19. století), vůdce a bojovník,
- Sat-Okh (1920–2003), romanopisec,
- Nas'Naga (1941), básník.